# Château de Lestar
Le château de Lestar est un château situé à Cordes-sur-Ciel, dans le Tarn (France). 
Ancienne propriété de la famille de Cazillac, il a aussi appartenu au député Clément Taillade, qui y est mort le 27 mars 1978.

## Origine
Le château de Lestar est une bâtisse dont les fondations sont anciennes, et daterait peut-être du XIVe siècle. Les premiers propriétaires connus sont issus de la famille de Cazillac. Les seigneurs de Lestar sont alors aussi seigneurs de Milhars et possesseur du château éponyme. A la fin du XVIIe siècle, la plupart des biens de la famille sont hérités par la famille de Genevois, et il est possible que le château de Lestar ait fait partie de la transaction. 

### Le château actuel
Au cours du XVIIIe siècle, la famille d'Alayrac fait entièrement reconstruire la bâtisse, qui depuis cette époque a conservé sa physionomie[réf. souhaitée]. Le bail pour ces travaux est déposé le 26 octobre 1777. 
Au début du XIXe siècle, elle passe aux mains de la famille de Cajarc (dont est issu le marquis de Saint-Félix) et en 1863, on retrouve un membre de la famille de Voisins en tant que propriétaire. C'est ensuite le député Clément Taillade qui l'acquiert et y meurt en 1978. 

## Architecture
Le château de Lestar se compose d'un corps de logis principal, orienté d'est en ouest, devancé par une cour d'honneur encadrée de deux longs bâtiments à un étage. Le logis s'élève sur trois étages, surmontés d'un toit à la Mansart ouvert par des lucarnes à frontons triangulaires. Les façades se composent de sept travées. La façade arrière, s'ouvrant sur une terrasse et les champs, présente une sorte de demi rotonde. L'édifice possède aussi quelques animations, bandeaux et chaînages d'angles.
Derrière le bâtiment à un étage ouest, on trouve deux carrés de jardins à la française.